# Calyptrocalyx multifidus
Calyptrocalyx multifidus är en enhjärtbladig växtart som först beskrevs av Odoardo Beccari, och fick sitt nu gällande namn av John Leslie Dowe och M.D.Ferrero. Calyptrocalyx multifidus ingår i släktet Calyptrocalyx och familjen Arecaceae. Inga underarter finns listade i Catalogue of Life.